# 周達生
周 達生（しゅう たっせい・男性、1931年5月6日 - 2014年5月4日）は、在日中国人の民族学者･文化人類学者。国立民族学博物館名誉教授。専攻は動物生態学・物質文化論。

## 来歴・人物
1931年、兵庫県神戸市生まれ。旧制神戸一中・神戸高校を経て、甲南大学文理学部理学科卒業。
京都大学理学部動物行動学研究室研究員を経て、1979年、国立民族学博物館の館長を務めていた梅棹忠夫に誘われ、研究員として勤務し始める。同助教授、教授を務め、総合研究大学院大学教授も併任。1995年3月末をもって定年退職となり同名誉教授。1995年より1年間、関西学院大学総合政策学部教授を務めた。
2014年5月4日午前8時10分、肺炎のため神戸市中央区の病院で死去。82歳没。

## 主な著作
- 『お茶の文化誌―その民族学的研究―』（福武書店）
- 『中国の食文化』（創元社）
- 『民族動物学ノート』（福武書店）
- 『東アジアの食文化探検』（三省堂選書・三省堂）
- 『民族動物学ノート―アジアのフィールドから―』（東京大学出版会）
- 『文化としての食と旅』（清水書院）
- 『あれも食べたこれも食べた―雑学の雑学』（中央公論新社）
- 『カエルを釣る、カエルを食べる―両生類の雑学ノート―』（平凡社新書・平凡社）
- 『昭和なつかし博物学－「そういえばあったね！」を探検する－』（平凡社新書・平凡社）
- 『梅棹さんのサギシラズ―「キング」で学び、百均で探る』（のじきく文庫･神戸新聞総合出版センター）